# Alberto de Zavalía
Alberto de Zavalía fue un guionista, director y productor de cine argentino que nació en Buenos Aires, Argentina el 4 de mayo de 1911 y falleció en la misma ciudad el 7 de mayo de 1988 luego de una extensa trayectoria en el cine argentino. Estuvo casado con la actriz Delia Garcés.
Ante la imposibilidad de su esposa de trabajar en la radio y el cine de su país por ser una de las artistas prohibidas por el gobierno peronista debió abandonar el país y comenzó en 1951 junto con ella una gira por Latinoamérica con una compañía teatral, instalándose en 1956 en México. Fue uno de los fundadores de la entidad Directores Argentinos Cinematográficos en 1958.

## Filmografía
Director
- El otro yo de Marcela (1950)
- La doctora quiere tangos (1949)
- De padre desconocido (1949)
- El hombre que amé (1947)
- Rosa de América (1946)
- El gran amor de Bécquer (1946)
- El fin de la noche (1944)
- Cuando florezca el naranjo (1943)
- Malambo (1942)
- Concierto de almas (1942)
- 20 años y una noche (1941)
- La maestrita de los obreros (1941)
- Dama de compañía (1940)
- La vida de Carlos Gardel (1939)
- Los caranchos de la Florida (1938)
- Escala en la ciudad (1935)

Productor
- El hombre que amé (1947)
- Estrellita (1947)
- La honra de los hombres (1946)
- Casa de muñecas (1943)
- Malambo (1942)
- Su primer baile (1942)
- Escala en la ciudad (1935)

Guionista
- El otro yo de Marcela (1950)
- La doctora quiere tangos (1949) (guionista)
- La vida de Carlos Gardel (1939)
- Los caranchos de la Florida (1938)
- Escala en la ciudad (1935)